# Myadestes coloratus
Myadestes coloratus е вид птица от семейство Turdidae.

## Разпространение
Видът е разпространен в Колумбия и Панама.